# پسرهای طرفدار
پسرهای طرفدار (انگلیسی: Fanboys) فیلمی کمدی به کارگردانی کایل نیومن است که در سال ۲۰۰۹ منتشر شد. سم هانتیگتون، کریس مارکت، دن فوگلر، جی باروشل و کریستن بل بازیگران فیلم هستند. پسرهای طرفدار در ۶ فوریه ۲۰۰۹ در ایالات متحده و در ۳ آوریل ۲۰۰۹ در کانادا اکران شد.

## داستان
گروهی از طرفداران متعصب جنگ ستارگان به خانه جرج لوکاس، خالق جنگ ستارگان، می‌روند تا دوست در حال مرگ آن‌ها بتواند فیلم جنگ ستارگان: قسمت اول – تهدید شبح را قبل از اکران ببیند.

## بازیگران
- جی باروشل
- دن فوگلر
- سم هانتیگتون
- کریس مارکت
- کریستن بل
- دیوید دنمان
- کریستوفر مک‌دونالد
- بیلی دی ویلیامز
- ست روگن
- اتان سوپلی
- الی گرانت
- دنی ترخو
- کری فیشر
- ویلیام شاتنر
- جیمی کینگ
- تام ساوینی
- جیسون موس
- کوین اسمیت
- ری پارک